# Василевич Григорій Олексійович
Григорій Олексійович Василевич (біл. Рыгор Аляксеевіч Васілевіч, нар. 13 січня 1955, Мінськ, БРСР) — колишній Генеральний прокурор Білорусі, державний радник юстиції 1 класу.

## Біографія
Трудову діяльність розпочав робітником. Служив у Радянській Армії. У 1982 році закінчив Білоруський державний університет, після чого продовжив навчання в аспірантурі. 
З 1983 по 1986 рік — викладач юридичного факультету БДУ. 
З 1986 року працював у Секретаріаті Верховної Ради БРСР: спочатку заступником, а з 1989 по 1994 рік — завідувачем юридичного відділу. 
В квітні 1994 року обраний суддею Конституційного Суду, з січня 1997 по 2008 рік — Голова Конституційного Суду Республіки Білорусь.
8 лютого 2008 року Григорій Василевич призначений Генеральним прокурором, 20 вересня 2011 року звільнений з посади.
Автор понад 50 книжок, з них більше 20 написано одноосібно. Має публікації в Росії, Україні, Литві, Вірменії, Польщі, Болгарії, Франції, Туреччині, Греції, Німеччині. 
Входить до складу редакційної ради популярного серед вчених-криміналістів Білорусі та країн СНД журналу «Попереднє розслідування».

## Санкції ЄС
Після президентських виборів 2010 року, 2 лютого 2011 року був включений в «Чорний список ЄС». Василевич як генеральний прокурор у вирішенні Раді Європейського Союзу від 15 жовтня 2012 року був названий тим, хто контролював переслідування всіх осіб, які були заарештовані після репресій Площі 2010. 